# 股癣
股癣（英語：tinea cruris）是由皮癣菌感染腹股沟皮肤导致的皮癣菌病。 病原体以表皮癣菌、石膏样毛癣菌较为常见。
病变多出现于股上部内侧，可向上下延伸，并波及外阴、会阴等处。初起时为小片针头大小的淡红色皮疹，有时呈棕色或褐色，环形或弧形逐渐扩展，边缘明显，略高于正常皮肤表面。病变可互相融合形成大片，损害中可有小的鳞屑，由于搔抓，可以溢液或结疤，也易继发化脓性感染。皮疹也可发生湿疹样变化或苔癣样硬化，多有脚癣史。治疗的方式通常包括抗霉药剂。